# 잘츠부르크 공항

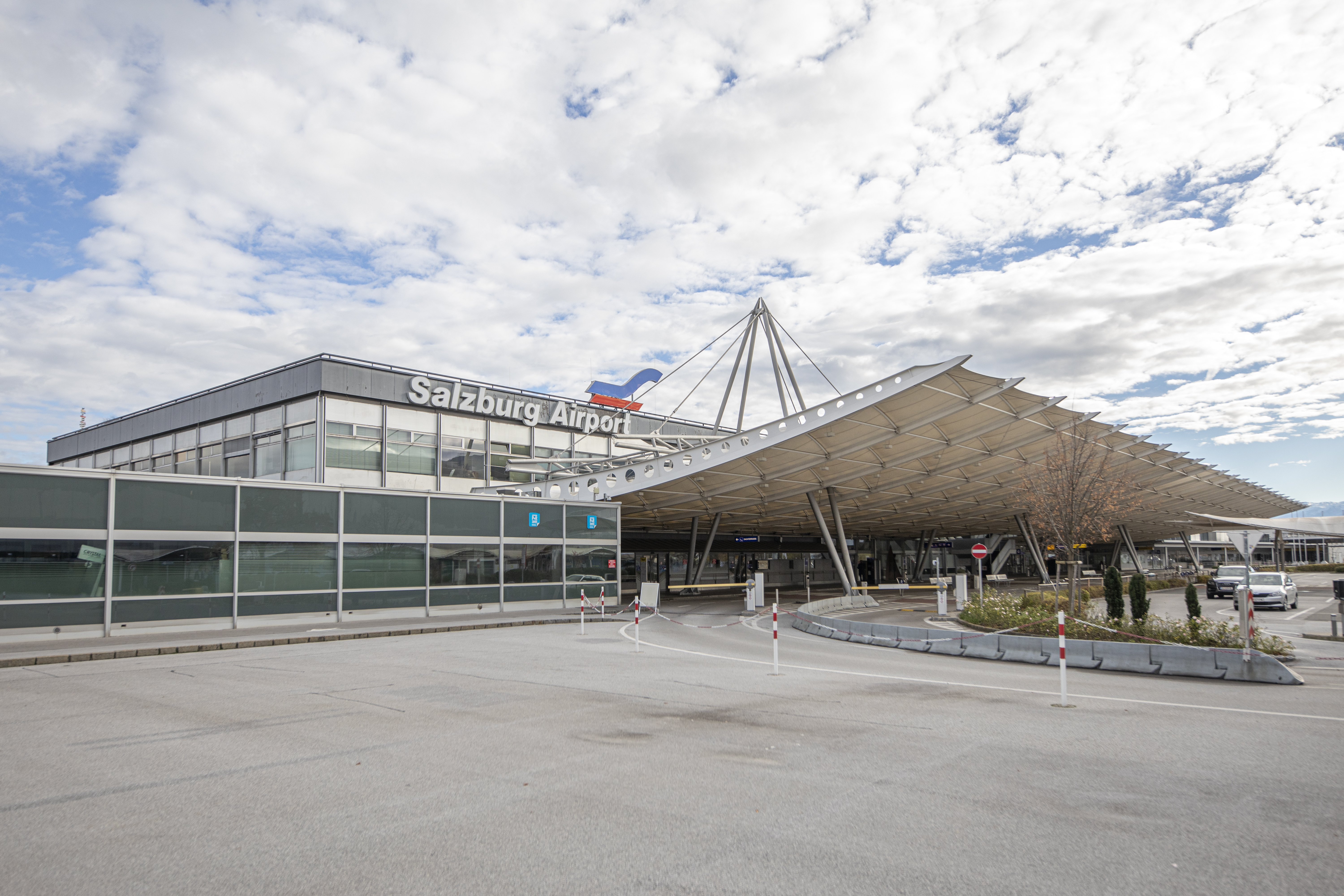

잘츠부르크 공항(Salzburg Airport, IATA: SZG, ICAO: LOWS, Salzburg Airport W. A. Mozart)은 오스트리아에서 2번째로 큰 공항이다. 오스트리아에서 4번째로 큰 도시인 잘츠부르크를 관할하며 오스트리아의 수많은 스키 지역의 관문이다. 잘츠부르크시에서 서-남-서 방향으로 3.1킬로미터에 위치하며 오스트리아-독일 경계에서 2킬로미터 지점에 있다. 잘츠부르크와 잘츠부르크주가 공동으로 각각 25%, 75%씩 소유하고 있다. 이 공항의 이름은 오스트리아의 작곡가 볼프강 아마데우스 모차르트의 이름을 따서 지어졌다.